# Списък на римските управители на римската провинция Витиния и Понт
Това е Списък на римските управители на римската провинция Витиния и Понт (на латински: Provincia Bithynia et Pontus; на старогръцки: Επαρχία Βιθυνίας και Πόντου) по време на Римската република и Римската империя от 61 пр.н.е. до 380 г.
Царство Витиния става римска провинция след 74 пр.н.е.. През 64 пр.н.е. се създава двойната провинция Витиния и Понт (Bithynia et Pontus).
През 27 пр.н.е. Витиния e сенаторска провинция. Около 162 г. римският император Марк Аврелий прави Витиния императорска провинция.
През римското време Витиния е управлявана от римски проконсули, прокуратори и легати (Legatus aug. pr.pr.) за по две години:
- 61 – 59 пр.н.е. – Гай Папирий Карбон
- 58 – 57 пр.н.е. – NN.
- 56/55 пр.н.е. – Гай Цецилий Корнут
- 51 пр.н.е. – Публий Силий
- 49/48 пр.н.е. – Авъл Плавций
- 47 пр.н.е. – Гай Вибий Панза Цетрониан
- 46 – 28 пр.н.е. – NN.
- 27 пр.н.е. – Витиния e сенаторска провинция
- 16 – 13 пр.н.е. – Гай Марций Цензорин, легат
- ? – Торий Флак (пр. 15)
- ? – Апий Клавдий Пулхер (пр. 15 г.)
- ? – Луций Лициний (пр. 15)
- 14 – 15 – Марк Граний Марцел
- 15 – 17 – ? – Луций Ведий Лепид
- 18/19 – Публий Вителий
- 20 – 41 NN
- 41 – 43 – ? – Луций Мин(и)дий Полион
- 43 – 45 – ? – Луций Мин(и)дий Балб (мд. 42 и 47)
- 45 – 47 —? —Луций Дуний Север
- 47 – 49 – Гай Кадий Руф (49 съден за изнуда)
- 49 – 51 – Публий Пасидиен Фирм (сл. 47/48) и Юний Цилон I (C(h)ilo, прокуратор)
- 51 – 53 – ? Юний Цилон II, прокуратор
- 53 – 55 – ? Юний Цилон III ?, прокуратор (осъден за подкупи)
- 55 – 57 – ? Тиберий Атий Лакон (между 54 и 59)
- 57 – 59 – Тит Петроний; Гай Юлий Аквила, (прокуратор)
- 59 – 61 – Марк Тарквиций Приск (61 осъден за изнуда)
- 61 – 63 – ? – Луций Монтан
- 63 – 65 – ?
- 65 – 67 – ?
- 67 – 69 – ?
- ок. 70 – 71 – Марк Планций Вар
- ок. 71 – 72 – Марк Меций Руф
- ок. 72 – 75 – ?
- ок. 75 – 76 – Марк Салвидиен Аспренат
- ок. 76 – 77 – Марк Салвидиен Прокул
- ок. 77 – 79 – ? Марк Планций Вар (при Веспасиан)
- ок. 79 – 80 – Велий Павел
- ок. 80 – 82 – ?
- ок. 82 – 83 – ? Луций Миниций Руф
- ок. 83 – 84 – Авъл Буций Лапий Максим
- ок. 84 – 85 – Тиберий Юлий Целс Полемеан
- ок. 85 – 89 – ?
- ок. 89 – 90 – Луций Юлий Марин
- ок. 90 – 96 – ?
- 96 – 97 – Тулий Юст (при Нерва)
- 97 – 100 – ?
- 98 или 100 – 101 – Гай Юлий Бас
- 101 – 105 – ?
- ок. 105 – 106 – Варен Руф
- 106 – 108 – ?
- ок. 108 – 109 – Публий Сервилий Калв
- 107 – 109 —?
- ок. 109 – 111 – Максим (прокуратор); Г. Плиний Цецилий Секунд (легат)
- 111 – 114/115 – Гай Юлий Корнут Тертул (легат)
- 114/115 – 134 – ?
- ок. 134 – 136 – Гай Юлий Север (легат)
- 142/143? – Квинт Воконий Сакса Фид
- 146/147? – Луций Целий Фест
- 160 – Квинт Корнелий Сенецион Аниан
- ок. 160 – Квинт Росций Мурена

Витиния – вероятно от Марк Аврелий – императорска провинция.
- ок. 162 – 166 – Луций Хедий Руф Лолиан Авит (легат)
- мд. 175 и 182 – Луций Албиний Сатурнин
- 183 – Север
- мд. 186 и 189 – М. Дидий Север Юлиан (легат) (император 193)
- 193 – 194 – Луций Фабий Цилон (легат)
- 198 – 199 – Квинт Тиней Сакердот (легат)
- – ? – Марк Клавдий Деметрий (легат)
- мд. 202 и 205 – Тиберий Клавдий Калипиан Италик (легат)
- – Елий Антипатер (легат) (при Септимий Север)
- – Полион (легат) (при Елагабал)
- 218 – Цецилий Аристон (легат)
- – Гай Клавдий Атал Патеркулиан (легат)
- 230/235 – Луций Егнаций Виктор Лолиан (легат)
- ок. 220 – ?; М. Клодий Пупиен Максим (легат) (император 238)
- 220 – 298 – NN.
- ок. 299 до сл. 303 – Сосиан Хиерокъл (легат) (Sossianus Hierocles)
- 305 – 355 – NN
- 356 – Фл. Евсебий (consularis Bithyniae)
- 357 – NN
- 380 – Хормисдас